# Педренго
Педренго, Педренґо (італ. Pedrengo) — муніципалітет в Італії, у регіоні Ломбардія, провінція Бергамо.
Педренго розташоване на відстані близько 480 км на північний захід від Рима, 50 км на північний схід від Мілана, 5 км на схід від Бергамо.
Населення — 6078 осіб (2014).
Покровитель — Sant'Evasio.

## Демографія
Населення за роками:

Станом на 1 січня 2023 року в муніципалітеті офіційно проживав 521 іноземець з 48 країн, серед них 111 громадян країн Євросоюзу та 24 громадяни України.

## Сусідні муніципалітети
- Альбано-Сант'Алессандро
- Горле
- Сканцорошіате
- Серіате
- Торре-де'-Ровері